# Katholische Akademie des Bistums Fulda

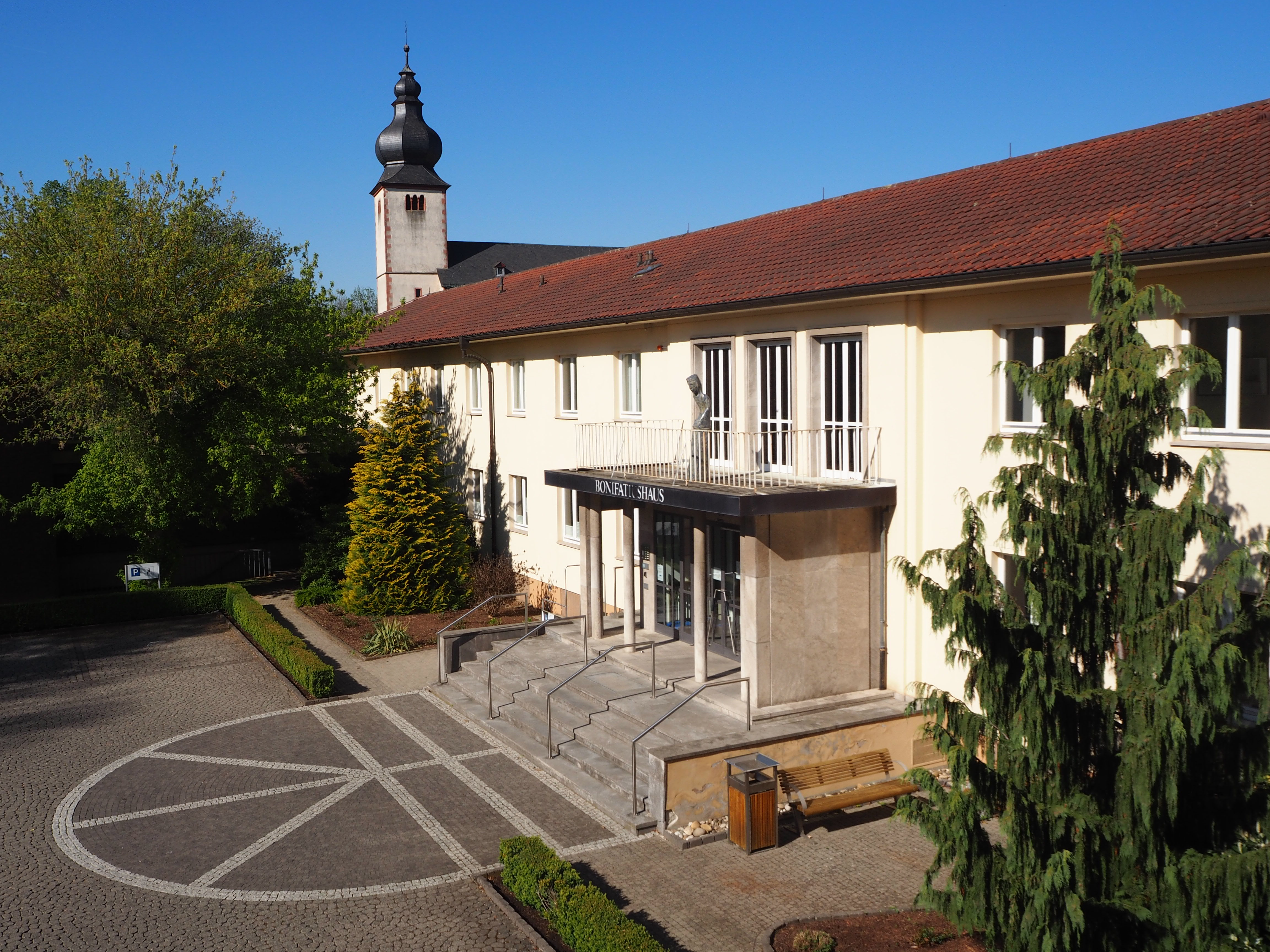
Katholische Akademie des Bistums Fulda im Bonifatiushaus

Die Katholische Akademie des Bistums Fulda ist eine katholische Akademie in Trägerschaft des Bistums Fulda. Gegründet wurde die Akademie im Jahr 1954 als Bonifatiushaus. Sie steht für religiöse, gesellschaftspolitische und kulturelle Bildungsarbeit im Sinne eines offenen Dialogs auf dem Fundament des christlichen Menschenbildes. Sie sieht sich als Ort der Begegnung und Reflexion im Bistum Fulda und in Hessen sowie darüber hinaus.

## Geschichte
Die Ursprünge der Akademie reichen bis in die 1930er Jahre zurück. 1938 wurde in Fulda das „Einkehrhaus Fulda“ gegründet, das unter dem Namen „Christkönigshaus“ im Institut der Englischen Fräulein bestand. Es diente der religiösen Schulung und war mit einer eigenen Kapelle ausgestattet. Während des Zweiten Weltkriegs wurde das Haus zwischenzeitlich als Lazarett genutzt.
Nach dem Krieg reagierte die Kirche auf die gesellschaftlichen Umbrüche mit neuen Bildungsinitiativen: 1948 errichtete das Bistum ein neues Schulungsheim unter dem Patronat des Heiligen Bonifatius – dem Glaubensboten, dessen Grab sich im Fuldaer Dom befindet. 1954 wurde im Bonifatiusjahr und parallel zum Deutschen Katholikentag in Fulda das neue Bonifatiushaus auf dem Gelände der ehemaligen Benediktinerpropstei in Fulda-Neuenberg eingeweiht. Es entwickelte sich rasch zu einem Zentrum religiöser und sozialer Bildung für Jugendliche und Erwachsene.
In den späten 1960er Jahren erweiterte Antonius Gescher die thematische Ausrichtung: Neben religiöser Bildung traten nun auch politische und gesellschaftliche Fragestellungen. Das Bonifatiushaus wandelte sich zu einer offenen Akademie, die zunehmend dialogisch arbeitete. Ab 1970 trat es unter dem Namen „Haus der Weiterbildung der Diözese Fulda“ mit einem eigenständigen Bildungsprogramm auf, unterstützt durch Fördermittel u. a. von der Bundeszentrale für politische Bildung.
Der Neubau von 1980, ein Atriumbau, orientierte sich an klassischen Akademiearchitekturen und stärkte die Identität als spirituelle und kulturelle Stätte. 1981 wurde das Haus in den Leiterkreis der katholischen Akademien Deutschlands aufgenommen – ein Zeichen für seine profilierte Arbeit im Spannungsfeld von Kirche und Gesellschaft.
Erstmals wurde die Akademieleitung ab den 1970er Jahren von einem Laien übernommen, was zur Einsetzung eines geistlichen Rektors führte. Pfarrer Norbert Zwergel übernahm dieses Amt von 1972 bis 1986. Ihm folgte der langjährige Domdechant Werner Kathrein, der die Akademie als geistlicher Rektor bis 2021 begleitete. Ab 2021 wurden Leitung und geistliche Begleitung neu strukturiert: Marco Bonacker übernahm als Abteilungsleiter die in die neu geschaffene Abteilung Bildung und Kultur eingebettete Akademie, während Domkapitular Thomas Renze als geistlicher Rektor fungiert.
Seit 2004 leitet Gunter Geiger die Akademie. Unter seiner Verantwortung wurde das Bonifatiushaus als Plattform für interreligiöse und interkulturelle Diskurse weiterentwickelt. Der Fokus verschob sich in Richtung gesellschaftspolitischer Bildungsarbeit, mit besonderer Betonung des Dialogs zwischen Glauben, Gesellschaft und Demokratie.
Im Januar 2022 wurde die organisatorische Trennung zwischen der Bildungsakademie und dem Tagungshausbetrieb vollzogen.

## Ziele
Die Katholische Akademie des Bistums Fulda orientiert sich an einem ganzheitlichen christlichen Menschenbild, das die unantastbare Würde jeder Person als göttliches Ebenbild ins Zentrum stellt. Ihr Anspruch ist es, Gesellschaft im Sinne der befreienden Botschaft des Evangeliums aktiv mitzugestalten.
„Gesellschaft aktiv und demokratisch durch Bildung und Dialog auf dem Fundament des christlichen Glaubens mitgestalten – zum Wohle aller.“
Diese Gründungsidee prägt die gesamte Arbeit der Akademie. Sie bietet Räume für Dialog, Reflexion und Bildung, in denen Menschen unabhängig von Herkunft, Religion oder sozialem Hintergrund ihre Haltung im gesellschaftlichen Diskurs entwickeln können. Dabei betont sie das Gebot der Kontroversität: Unterschiedliche Sichtweisen werden nicht nur zugelassen, sondern ausdrücklich als bereichernd für den Erkenntnisprozess betrachtet.
In einer zunehmend komplexen und konfliktreichen Welt sieht sich die Akademie als Ort der Orientierung, der gesellschaftliche Teilhabe fördert und demokratische Streitkultur stärkt. Sie wendet sich gegen eine einseitige Ökonomisierung von Bildung und setzt stattdessen auf eine menschenzentrierte, dialogische und wertebasierte Bildungsarbeit.

### Arbeitsfelder und Themen
Die Akademie bietet Veranstaltungen – darunter Seminare, Tagungen, Diskussionsforen und Kreativformate – zu folgenden Themenfeldern:
- Religion und Theologie
- Gesellschaft und Politik
- Ethik und Medizinethik
- Interkultureller und interreligiöser Dialog
- Kunst, Kultur und Kreativität

Diese Themen werden aus christlicher Perspektive beleuchtet, jedoch offen und diskursiv verhandelt – mit dem Ziel, Urteilsfähigkeit, Sprachkompetenz und Beteiligungsmöglichkeiten der Teilnehmenden zu fördern.

## Strukturen und Mitgliedschaften
Die Akademie ist Teil der Katholischen Erwachsenenbildung im Bistum Fulda (KEB Hessen). Sie ist Mitglied in Gremien und Verbänden wie:
- Arbeitsgemeinschaft katholisch-sozialer Bildungswerke (AKSB)[12]
- Akademieleiterkreis katholischer Akademien[13]
- Verein für Weiterbildung Hessen[14]